# Jacques Chazeau-Duteil
Jacques Chazeau-Duteil, né le 3 février 1748 à Saint-Maurice-des-Lions (Charente), mort le 22 juillet 1812 à Leyde (Pays-Bas), est un général français de la révolution et de l’Empire.

## États de service
Ancien gendarme de la compagnie écossaise, il est nommé adjudant-général chef de brigade le 12 mai 1795.
Il est promu général de brigade d’infanterie le 28 octobre 1795 et le 13 février 1797, il est réformé.
Le 25 mai 1800, il est désigné membre du conseil d’administration de l’hôpital militaire de Bruxelles et en octobre 1806, il devient inspecteur des hôpitaux à Lille.
Le 19 mars 1812, il est nommé inspecteur de l’hôpital militaire à Leyde et il meurt dans cette ville le 22 juillet 1812.

## Source
- http://www.napoleon-series.org/research/frenchgenerals/c_frenchgenerals8.html
- Thierry Pouliquen, « Les généraux français et étrangers ayant servis [sic] dans la Grande Armée » (consulté le 15 juillet 2013)
- (pl) « Napoléon.org.pl »
- Georges Six, Dictionnaire biographique des généraux & amiraux français de la Révolution et de l'Empire (1792-1814) G. Saffroy, éd 1934
- Docteur Robinet, Jean-François Eugène et J. Le Chapelain, Dictionnaire historique et biographique de la révolution et de l'empire, 1789-1815, volume 1, Librairie Historique de la révolution et de l’empire, 900 p. (lire en ligne), p. 398.